# 第7回日本アイスホッケーリーグ
第7回日本アイスホッケーリーグ（だい7かいにほんアイスホッケーリーグ）は1972年11月25日から1973年2月22日まで開催された。
廃部した福徳相互銀行アイスホッケー部の代わりに西武鉄道から森一彦、若林仁、田中保伸、テリー・オマリーらが国土計画アイスホッケー部に移籍独立し、5チーム体制が維持された。5チームが3試合ずつ総当たりで対戦、10勝2敗で西武鉄道が3年連続3度目の優勝を果たした。MVPには14得点、19アシストをあげた西武鉄道の岩本宏二が選ばれた。

## チーム成績
|    | チーム                   | 試合数 | 勝 | 敗 | 分 | 得点 | 失点 | 勝ち点 |
| -- | ------------------------ | ------ | -- | -- | -- | ---- | ---- | ------ |
| 1. | 西武鉄道アイスホッケー部 | 12     | 10 | 2  | 0  | 98   | 31   | 20     |
| 2. | 王子製紙アイスホッケー部 | 12     | 7  | 3  | 2  | 58   | 34   | 16     |
| 3. | 国土計画アイスホッケー部 | 12     | 7  | 5  | 0  | 50   | 45   | 14     |
| 4. | 岩倉組アイスホッケー部   | 12     | 4  | 6  | 2  | 61   | 48   | 10     |
| 5. | 古河電工アイスホッケー部 | 12     | 0  | 12 | 0  | 28   | 137  | 0      |

## 個人成績

### 得点
|    | 選手名   | 所属 | 得点 |
| -- | -------- | ---- | ---- |
| 1. | 若林修   | 西武 | 17   |
| 2. | 岩本宏二 | 王子 | 14   |
| 3. | 榛澤務   | 西武 | 13   |
| 3. | 猪瀬秀雄 | 古河 | 13   |
| 5. | 黒川秀明 | 王子 | 12   |

### アシスト
|    | 選手名           | 所属 | アシスト |
| -- | ---------------- | ---- | -------- |
| 1. | 岩本宏二         | 西武 | 19       |
| 2. | 田中保伸         | 国土 | 10       |
| 3. | 若林修           | 西武 | 9        |
| 4. | 引木孝夫         | 王子 | 9        |
| 5. | テリー・オマリー | 国土 | 8        |

## オールスター
| ゴールテンダー | 大坪利満 （王子）         | 大坪利満 （王子）         | 大坪利満 （王子）         | 大坪利満 （王子） | 大坪利満 （王子） | 大坪利満 （王子） |
| ディフェンス   | テリー・オマリー （国土） | テリー・オマリー （国土） | テリー・オマリー （国土） | 堀寛 （西武）     | 堀寛 （西武）     | 堀寛 （西武）     |
| フォワード     | 岩本宏二 （西武）         | 岩本宏二 （西武）         | 若林修 （西武）           | 若林修 （西武）   | 引木孝夫 （王子） | 引木孝夫 （王子） |